# Trojiční formule

Schéma Nejsvětější Trojice (Scutum Fidei), kterou tvoří Bůh Otec (lat. PATER), Bůh Syn (Ježíš) (FILIUS) a Bůh Duch svatý (SPIRITUS SANCTUS); NON EST = není, EST = je; DEUS = Bůh

Trojiční formule nebo trinitární formule je věta „ve jménu Otce i Syna i Ducha svatého“ (řečtina koiné: εἰς τὸ ὄνομα τοῦ Πατρὸς καὶ τοῦ Υἱοῦ καὶ τοῦ Ἁγίου Πνεύματος, romanizovaně: eis to ónoma toû Patros kai toû Huioû kai toû Hagíou Pneúmatos; latinsky: in nomine Patris et Filii et Spiritus Sancti), nebo slova v této podobě a s tímto účinkem, odkazující na tři osoby křesťanské Nejsvětější Trojice. Často po něm následuje „amen“.
Trojiční formule se používá při křtu a v mnoha modlitbách, obřadech, liturgiích a svátostech. Jedním z jejích nejčastějších použití kromě křtu je, když římští katolíci, pravoslavní a východní křesťané, luteráni, anglikáni, metodisté a další při pronášení formule dělají znamení kříže.

## Biblický původ
Tato slova jsou citována z příkazu vzkříšeného Ježíše ve Velkém poslání: „Jděte tedy, získejte za učedníky všechny národy a křtěte je ve jménu Otce i Syna i Ducha svatého“ – Mt 28, 19 (Kral, ČEP).
Zdá se, že pasáž je citována v Didaché (7,1–3) a je většinou přijímána jako autentická vzhledem k podpůrným rukopisným dokladům. Nicméně někteří badatelé zastávají názor, že pasáž je interpolací vzhledem k tomu, že chybí v prvních několika staletích raně křesťanských citátů, a v tom případě by byla součástí apoštolské nebo raně křesťanské ústní tradice, z níž vznikly jak přijaté texty Matoušovy, tak Didaché. Názor, že jde o interpolaci, na přelomu třetího tisíciletí hájil Ježíšův seminář, netrinitární hnutí působící v 90. letech 20. století. Kritici Ježíšova semináře označili tuto konkrétní argumentační linii za eisegezi založenou na předem vyvozeném závěru.

## Použití při křtu
Podle učení římského katolicismu, pravoslaví, starobylých východních církví a většiny protestantských směrů, jako je luteránství, kalvinismus a anglikánství, není křest platný, pokud se při udělování této svátosti nepoužije trojiční formule. V důsledku toho nemohou uznávat náboženská společenství, která křtí bez této formule – např. unitáře, branhamisty, frankisty, svědky Jehovovy a letniční společenství jednoty, kteří všichni popírají Nejsvětější Trojici – za křesťanská náboženství. Tak je tomu i v případě křtu v Církvi Ježíše Krista Svatých posledních dnů (angl. The Church of Jesus Christ of Latter-day Saints, LDS). Ačkoli členové LDS křtí stejnou trinitární formulí, odmítají nicejské trinitární pojetí a považují tři osoby Trojice za odlišné osoby spojené nikoli podstatou, ale vládou a účelem.
Křest podle trojiční formule je považován za základ křesťanského ekumenismu, tedy konceptu usilujícího o konečnou jednotu křesťanů patřících k různým křesťanským denominacím.